# Sportåret 1862

## Händelser

### Baseboll
- 15 maj - Vid Union Grounds i Brooklyn invigs den första inhägnade basebollplanen.[1]
- 25 december - 40 000 åskådare ser unionsarmén spela baseboll i Hilton Head i South Carolina.[1]

### Boxning
- 28 januari — Jem Mace försvarar den brittiska mästerskapstiteln mot Tom King, genom att vinna i 43:e ronden.[2]
- 26 november — Tom King blir brittisk mästare genom att besegra Jem Mace vid Medway i 21:a ronden.[3]
- Okänt datum - Joe Coburn utmanar John C. Heenan om det amerikanska mästerskapet. Heenan vägrar slåss och Coburn gör anspråk på titeln.[4]

### Bowling
- 29 december - Bowlingklotet uppfinns.[1]

### Cricket
- Okänt datum - Nottinghamshire CCC vinner County Championship [5].

### Nordisk skidsport
- 22 januari - I Trysil i Norge anordnas ett av de första större organiserade skidloppen [6].

### Rodd
- 12 april - Oxfords universitet vinner universitetsrodden mot Universitetet i Cambridge.

## Födda
- 28 maj – Henry Slocum, amerikansk tennisspelare.
- 22 juli – Cosmo Duff Gordon, brittisk fäktare.
- 22 december – Connie Mack, amerikansk basebollspelare och -tränare.

## Avlidna
- 18 oktober - Jim Creighton (född 1841), basebollspelare från USA.

### Fotnoter
1. 1 2 3  ”Chronology of Sports”. Arkiverad från originalet den 22 juli 2011. https://web.archive.org/web/20110722012455/http://worldtimeline.info/sports/. Läst 18 juli 2011.
2. ↑  Cyber Boxing Zone – Jem Mace. läst 8 november 2009.
3. ↑  Cyber Boxing Zone – Tom King. läst 8 november 2009.
4. ↑  Cyber Boxing Zone – John C. Heenan. läst 8 november 2009.
5. ↑  En inofficiell titel fram till december 1889 då första officiella County Championship spelades.
6. ↑  ”New England Ski Museum”. Arkiverad från originalet den 25 maj 2012. https://archive.is/20120525084258/http://www.skimuseum.org/page.php?cid=doc164. Läst 17 mars 2011.